# Grób nieznanego żołnierza
Grób nieznanego żołnierza – symboliczny grób upamiętniający niezidentyfikowanych żołnierzy poległych w czasie wojny.
Początki grobów nieznanego żołnierza mają swe korzenie w I wojnie światowej, w czasie której zginęły miliony żołnierzy, z których wielu nie zostało nigdy zidentyfikowanych. Kraje, które poniosły największe straty, zaczęły upamiętniać nieznanych poległych symbolicznymi Grobami Nieznanego Żołnierza.
Groby te zawierają zwykle szczątki nieznanych z imienia i nazwiska żołnierzy, których prawdopodobnie nigdy nie uda się zidentyfikować.
Pierwsze groby nieznanego żołnierza powstały dnia 11 listopada 1920 w Wielkiej Brytanii i we Francji. W Wielkiej Brytanii trumna z wylosowanymi cztery dni wcześniej szczątkami niezidentyfikowanego żołnierza została złożona do grobu w Opactwie Westminsterskim, a obecnie istniejący tam nagrobek wykonano trzy lata później.  We Francji szczątki ośmiu nieznanych żołnierzy wybrano losowo 10 listopada 1920 roku w Verdun, gdzie zginęło pół miliona osób i przewieziono pociągiem w ośmiu drewnianych trumnach do Paryża. Kondukt żałobny dotarł 11 listopada pod Łuk Triumfalny, jednak grób nie był jeszcze wykończony, wobec czego trumna ze szczątkami francuskiego nieznanego żołnierza została umieszczona w obecnym miejscu pod Łukiem Triumfalnym.
W ślad za tym groby takie zaczęły powstawać w innych krajach: np. w Polsce z inicjatywy prezydenta Stanisława Wojciechowskiego 30 listopada 1923 roku powołano Tymczasowy Komitet Organizacyjny Budowy Pomnika Nieznanego Żołnierza.
Groby takie upamiętniają również nieznanych żołnierzy z wcześniejszych wojen.

## Groby nieznanego żołnierza w Polsce

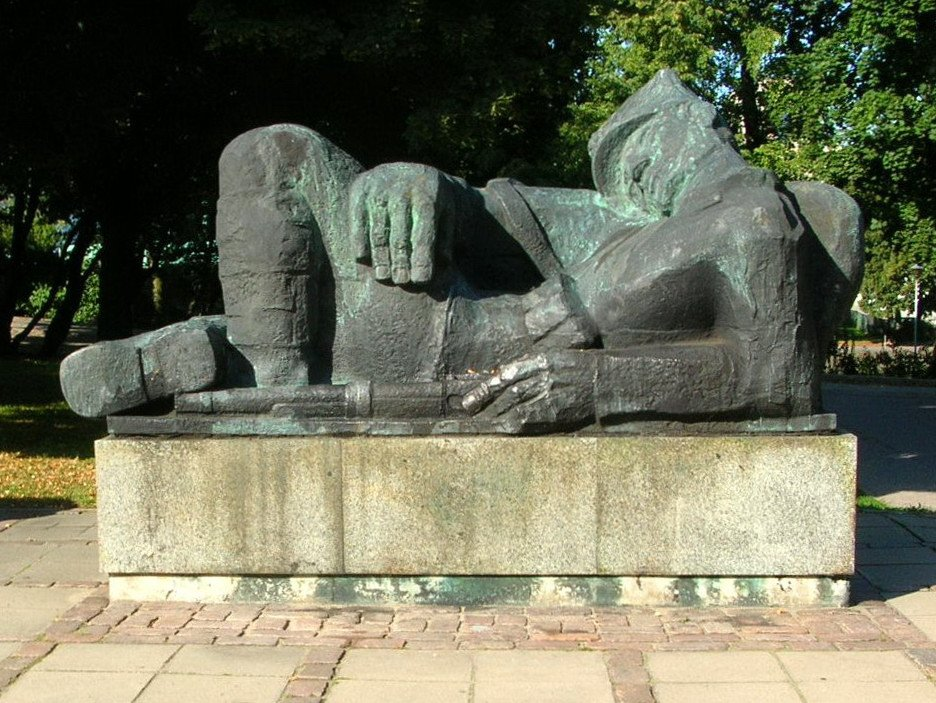
Pomnik Nieznanego Powstańca Wielkopolskiego w Bydgoszczy
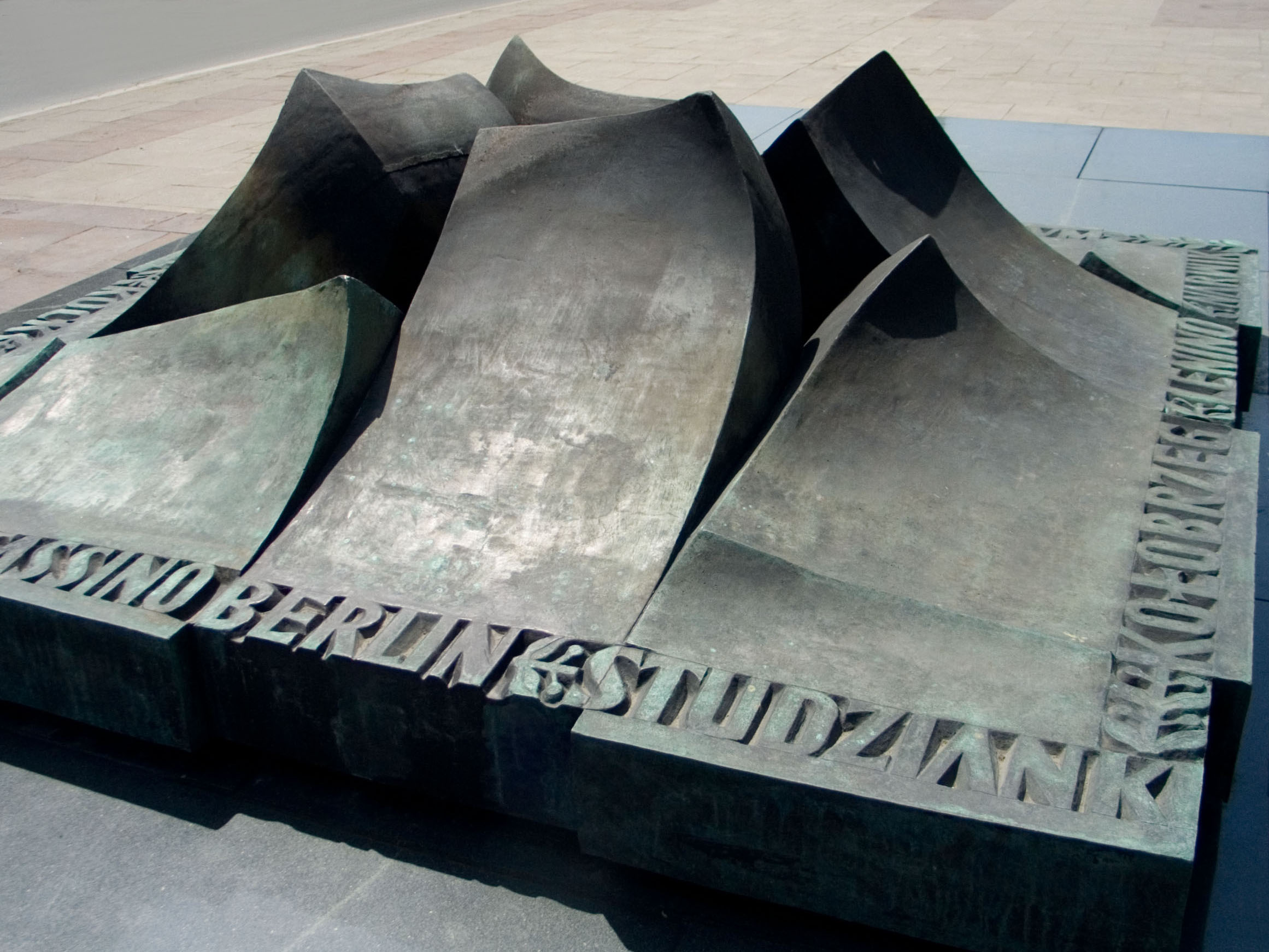
Grób Nieznanego Żołnierza w Krakowie
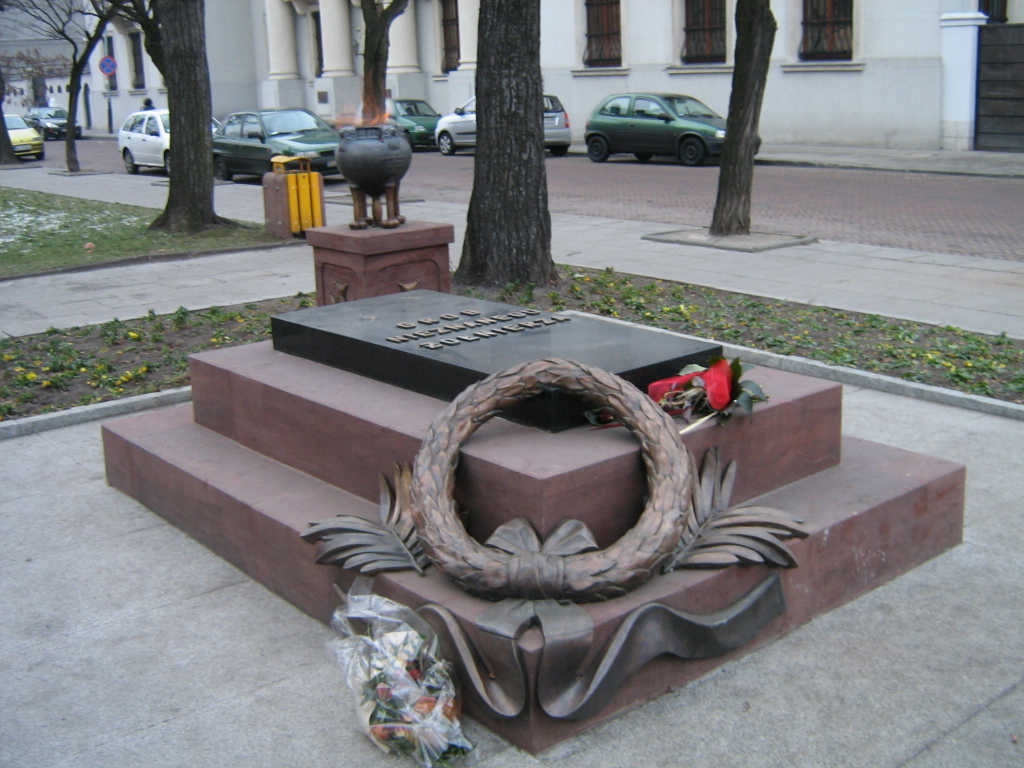
Grób Nieznanego Żołnierza w Łodzi
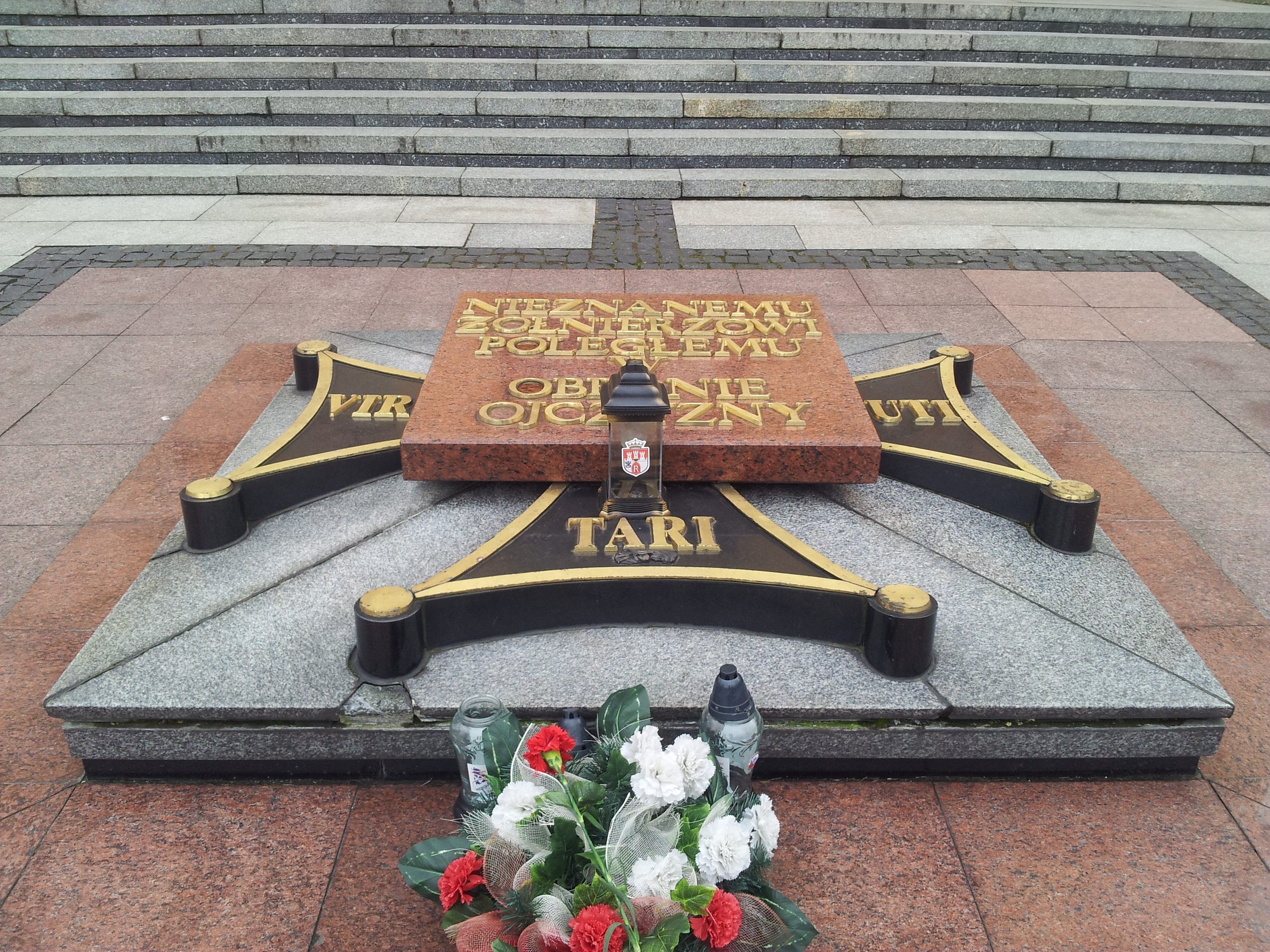
Grób Nieznanego Żołnierza w Radomiu
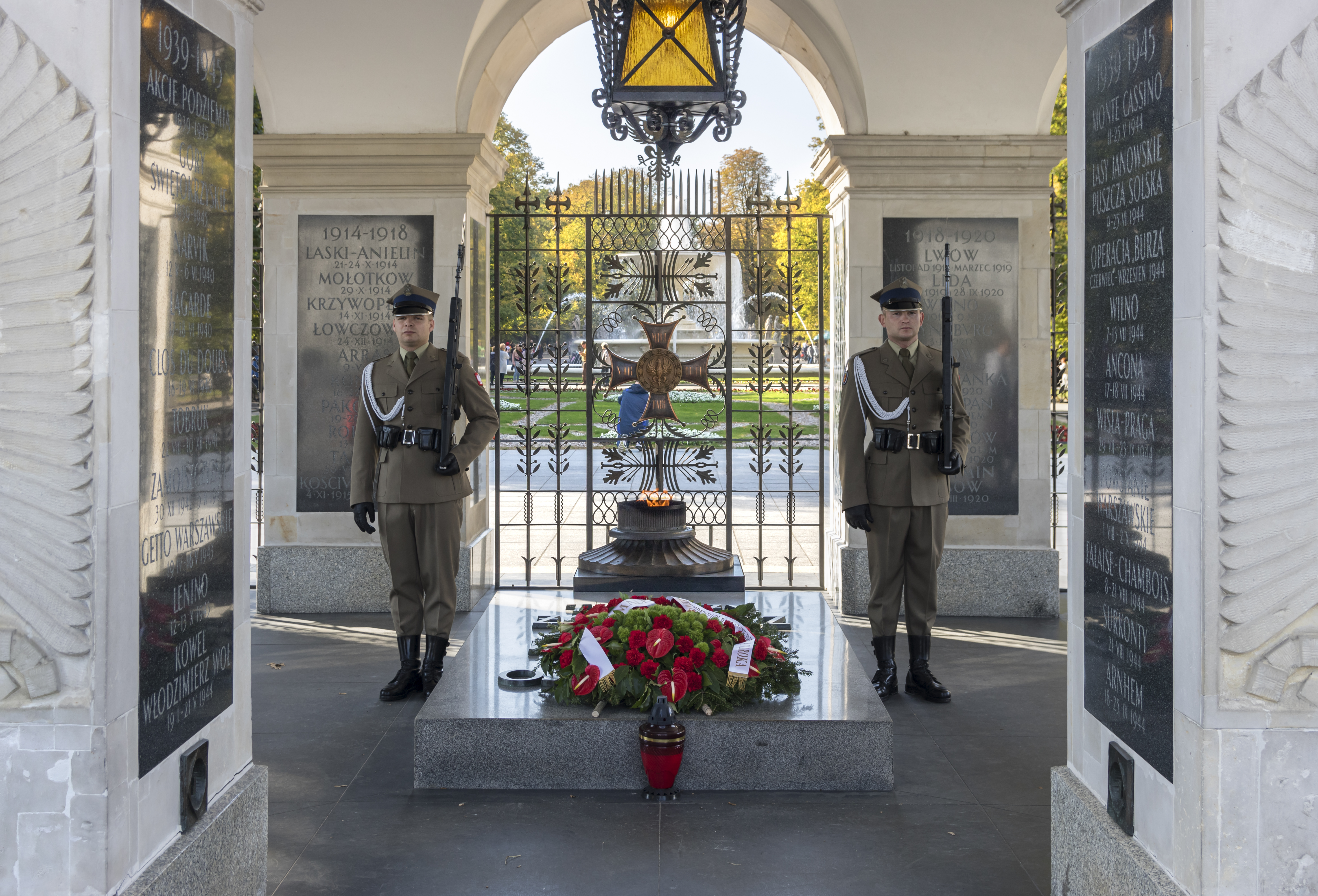
Grób Nieznanego Żołnierza w Warszawie